# Real Sociedad de Fútbol 2023-2024
Questa voce raccoglie le informazioni riguardanti la Real Sociedad de Fútbol nelle competizioni ufficiali della stagione 2023-2024.

## Maglie e sponsor
| Casa | Trasferta | Terza divisa |

Fornitore tecnico: Macron

## Organico
Rosa aggiornata al 10 settembre 2023.
| N. |                     | Ruolo | Calciatore           |
| -- | ------------------- | ----- | -------------------- |
| 1  | Spagna (bandiera)   | P     | Álex Remiro          |
| 2  | Spagna (bandiera)   | D     | Álex Sola            |
| 2  | Spagna (bandiera)   | D     | Álvaro Odriozola     |
| 3  | Spagna (bandiera)   | D     | Aihen Muñoz          |
| 4  | Spagna (bandiera)   | C     | Martín Zubimendi     |
| 5  | Spagna (bandiera)   | C     | Igor Zubeldia        |
| 6  | Spagna (bandiera)   | D     | Aritz Elustondo      |
| 7  | Spagna (bandiera)   | A     | Ander Barrenetxea    |
| 8  | Spagna (bandiera)   | C     | Mikel Merino         |
| 9  | Spagna (bandiera)   | A     | Carlos Fernández     |
| 10 | Spagna (bandiera)   | A     | Mikel Oyarzabal      |
| 11 | Francia (bandiera)  | A     | Momo Cho             |
| 11 | Suriname (bandiera) | A     | Sheraldo Becker      |
| 12 | Russia (bandiera)   | C     | Arsen Zacharjan      |
| 14 | Giappone (bandiera) | A     | Takefusa Kubo        |
| 16 | Spagna (bandiera)   | C     | Jon Ander Olasagasti |

| N. |                       | Ruolo | Calciatore              |
| -- | --------------------- | ----- | ----------------------- |
| 17 | Scozia (bandiera)     | D     | Kieran Tierney          |
| 18 | Mali (bandiera)       | D     | Hamari Traoré           |
| 19 | Nigeria (bandiera)    | A     | Umar Sadiq              |
| 20 | Spagna (bandiera)     | D     | Jon Pacheco             |
| 21 | Portogallo (bandiera) | A     | André Silva             |
| 22 | Spagna (bandiera)     | C     | Beñat Turrientes        |
| 23 | Spagna (bandiera)     | C     | Brais Méndez            |
| 24 | Spagna (bandiera)     | D     | Robin Le Normand        |
| 25 | Spagna (bandiera)     | D     | Javi Galán              |
| 26 | Spagna (bandiera)     | D     | Urko González de Zárate |
| 28 | Spagna (bandiera)     | C     | Jon Magunazelaia        |
| 29 | Spagna (bandiera)     | C     | Pablo Marín             |
| 32 | Spagna (bandiera)     | P     | Unai Marrero            |
| 36 | Spagna (bandiera)     | D     | Jon Martín              |
| 39 | Venezuela (bandiera)  | D     | Jon Aramburu            |

## Calciomercato

### Sessione estiva
| Acquisti         | Acquisti         | Acquisti     | Acquisti                   |
| R.               | Nome             | da           | Modalità                   |
| ---------------- | ---------------- | ------------ | -------------------------- |
| C                | Arsen Zacharjan  | Dinamo Mosca | definitivo (13 milioni €)  |
| D                | Hamari Traoré    | Rennes       | gratuito                   |
| A                | André Silva      | RB Lipsia    | prestito                   |
| D                | Álvaro Odriozola | Real Madrid  | definitivo (1,4 milioni €) |
| D                | Kieran Tierney   | Arsenal      | prestito (1,4 milioni €)   |
| Altre operazioni |                  |              |                            |
| R.               | Nome             | da           | Modalità                   |
| A                | Jon Karrikaburu  | Leganés      | fine prestito              |
| A                | Portu            | Getafe       | fine prestito              |
| D                | Modibo Sagnan    | Utrecht      | fine prestito              |
| C                | Roberto López    | Mirandés     | fine prestito              |
| C                | Peter Pokorný    | Fehérvár     | fine prestito              |

| Cessioni         | Cessioni           | Cessioni        | Cessioni                   |
| R.               | Nome               | a               | Modalità                   |
| ---------------- | ------------------ | --------------- | -------------------------- |
| A                | Portu              | Getafe          | definitivo (3,5 milioni €) |
| C                | Ander Guevara      | Alavés          | definitivo (1,8 milioni €) |
| D                | Modibo Sagnan      | Utrecht         | definitivo (1 milione €)   |
| P                | Andoni Zubiaurre   | Eldense         | gratuito                   |
| D                | Andoni Gorosabel   | Alavés          | n.d.                       |
| C                | Peter Pokorný      | Śląsk Breslavia | gratuito                   |
| C                | Roberto López      | Tenerife        | prestito                   |
| A                | Jon Karrikaburu    | Alavés          | prestito                   |
| D                | Diego Rico         | Getafe          | prestito                   |
| D                | Álex Sola          | Alavés          | prestito                   |
| C                | Robert Navarro     | Cadice          | prestito                   |
| Altre operazioni |                    |                 |                            |
| R.               | Nome               | a               | Modalità                   |
| A                | Asier Illarramendi |                 | svincolato                 |
| C                | David Silva        |                 | ritiro                     |
| A                | Alexander Sørloth  | RB Lipsia       | fine prestito              |

#### Sessione invernale
| Acquisti         | Acquisti        | Acquisti        | Acquisti                 |
| R.               | Nome            | da              | Modalità                 |
| ---------------- | --------------- | --------------- | ------------------------ |
| A                | Sheraldo Becker | Union Berlino   | definitivo (3 milioni €) |
| D                | Javi Galán      | Atlético Madrid | prestito                 |
| Altre operazioni |                 |                 |                          |
| R.               | Nome            | da              | Modalità                 |
| A                | Jon Karrikaburu | Alavés          | fine prestito            |

| Cessioni         | Cessioni        | Cessioni   | Cessioni                  |
| R.               | Nome            | a          | Modalità                  |
| ---------------- | --------------- | ---------- | ------------------------- |
| A                | Jon Karrikaburu | FC Andorra | prestito                  |
| A                | Momo Cho        | Nizza      | definitivo (12 milioni €) |
| Altre operazioni |                 |            |                           |
| R.               | Nome            | a          | Modalità                  |

## Risultati

### Primera División

#### Girone di andata
| Arbitro: | Hernández Maeso |

|         |           |            |
| Kubo 5’ | Marcatori | 72’ Dovbyk |

| Arbitro: | Ortiz Arias |

|                 |           |                |
| Barrenetxea 22’ | Marcatori | 90+4’ Mingueza |

| Las Palmas de Gran Canaria 25 agosto 2023, ore 19:30 CEST 3ª giornata | Las Palmas       | 0 – 0 referto | Real Sociedad | Stadio di Gran Canaria (25 335 spett.)\| Arbitro: \| Cuadra Fernández \| |
| Arbitro:                                                              | Cuadra Fernández |               |               |                                                                          |

| Arbitro: | Iglesias Villanueva |

|                                                             |           |                                               |
| Kubo 9’, 44’ Zubimendi 59’ Barrenetxea 67’ Bosch 76’ (aut.) | Marcatori | 35’ (aut.) Le Normand 83’ Boyé 90+9’ Zaragoza |

| Arbitro: | Soto Grado |

|                         |           |                |
| Valverde 46’ Joselu 60’ | Marcatori | 5’ Barrenetxea |

| Arbitro: | Pulido Santana |

|                                                 |           |                                                   |
| Kubo 2’ Oyarzabal 61’ (rig.), 88’ B. Méndez 66’ | Marcatori | 39’ Aleñá 45+5’ (rig.) Borja Mayoral 90+2’ Latasa |

| Arbitro: | Hernández Hernández |

|  |           |                  |
|  | Marcatori | 32’ C. Fernández |

| Arbitro: | Gil Manzano |

|                                       |           |  |
| Le Normand 30’ Kubo 48’ Oyarzabal 66’ | Marcatori |  |

| Arbitro: | Munuera Montero |

|                               |           |               |
| Lino 22’ Griezmann 89’ (rig.) | Marcatori | 73’ Oyarzabal |

| Arbitro: | Figueroa Vázquez |

|            |           |  |
| Méndez 64’ | Marcatori |  |

| Arbitro: | Busquets Ferrer |

|                      |           |                           |
| Mumin 31’ Bebé 90+1’ | Marcatori | 41’, 66’ (rig.) Oyarzabal |

| Arbitro: | Alberola Rojas |

|  |           |                 |
|  | Marcatori | 90+4’ R. Araújo |

| Arbitro: | de Mera Escuderos |

|             |           |                                                         |
| Arribas 76’ | Marcatori | 62’ Oyarzabal 90+1’ (rig.) C. Fernández 90+5’ Zubimendi |

| Arbitro: | Ortiz Arias |

|                               |           |               |
| Dmitrović 3’ (aut.) Sadiq 22’ | Marcatori | 60’ En-Nesyri |

| Arbitro: | Pulido Santana |

|              |           |           |
| Moi Gómez 2’ | Marcatori | 41’ Sadiq |

| Arbitro: | Melero López |

|  |           |                                     |
|  | Marcatori | 38’ Merino 41’ Zubimendi 45+4’ Kubo |

| San Sebastián 17 dicembre 2023, ore 16:15 CET 17ª giornata | Real Sociedad   | 0 – 0 referto | Betis | Reale Arena (33 172 spett.)\| Arbitro: \| Busquets Ferrer \| |
| Arbitro:                                                   | Busquets Ferrer |               |       |                                                              |

| Cadice 21 dicembre 2023, ore 19:00 CET 18ª giornata | Cadice              | 0 – 0 referto | Real Sociedad | Stadio Nuovo Mirandilla (17 693 spett.)\| Arbitro: \| Iglesias Villanueva \| |
| Arbitro:                                            | Iglesias Villanueva |               |               |                                                                              |

| Arbitro: | García Verdura |

|                 |           |                  |
| Zubimendi 90+6’ | Marcatori | 76’ (rig.) Rioja |

#### Girone di ritorno
| Arbitro: | Munuera Montero |

|                    |           |               |
| Berenguer 30’, 42’ | Marcatori | 88’ Oyarzabal |

| Arbitro: | Figueroa Vázquez |

|  |           |               |
|  | Marcatori | 11’ B. Méndez |

| San Sebastián 27 gennaio 2024, ore 14:00 CET 22ª giornata | Real Sociedad       | 0 – 0 referto | Rayo Vallecano | Reale Arena (32 528 spett.)\| Arbitro: \| Hernández Hernández \| |
| Arbitro:                                                  | Hernández Hernández |               |                |                                                                  |

| Girona 3 febbraio 2024, ore 21:00 CET 23ª giornata | Girona      | 0 – 0 referto | Real Sociedad | Montilivi (13 755 spett.)\| Arbitro: \| Gil Manzano \| |
| Arbitro:                                           | Gil Manzano |               |               |                                                        |

| Arbitro: | de Mera Escuderos |

|  |           |             |
|  | Marcatori | 49’ Budimir |

| Arbitro: | González Fuertes |

|               |           |                       |
| A. Sánchez 4’ | Marcatori | 38’ Kubo 90+3’ Merino |

| Arbitro: | Iglesias Villanueva |

|            |           |                                 |
| Merino 86’ | Marcatori | 17’, 47’ Comesaña 90+5’ Sørloth |

| Arbitro: | Busquets Ferrer |

|                                 |           |                                       |
| En-Nesyri 11’, 13’ S. Ramos 65’ | Marcatori | 45+5’ (rig.) André Silva 90+2’ Méndez |

| Arbitro: | Martínez Munuera |

|                         |           |                                          |
| Uzuni 21’ (rig.), 45+3’ | Marcatori | 33’ Sadiq 80’ Le Normand 85’ André Silva |

| Arbitro: | Soto Grado |

|                          |           |  |
| Merino 28’ Zacharyan 68’ | Marcatori |  |

| Arbitro: | Hernández Maeso |

|  |           |             |
|  | Marcatori | 59’ Pacheco |

| Arbitro: | De Mera Escuderos |

|                          |           |                         |
| Becker 32’ Oyarzabal 59’ | Marcatori | 30’, 88’ (rig.) Embarba |

| Arbitro: | García Verdura |

|            |           |                 |
| Latasa 29’ | Marcatori | 13’ Barrenetxea |

| Arbitro: | Munuera Montero |

|  |           |           |
|  | Marcatori | 29’ Güler |

| Arbitro: | Ortiz Arias |

|                                   |           |  |
| Á. Suárez 33’ (aut.) Becker 45+1’ | Marcatori |  |

| Arbitro: | Cuadra Fernández |

|                                 |           |  |
| Yamal 40’ Raphinha 90+3’ (rig.) | Marcatori |  |

| Arbitro: | Soto Grado |

|                |           |  |
| André Silva 3’ | Marcatori |  |

| Arbitro: | Martínez Munuera |

|  |           |                         |
|  | Marcatori | 5’ B. Méndez 42’ Merino |

| Arbitro: | Sánchez Martínez |

|  |           |                           |
|  | Marcatori | 9’ S. Lino 90+4’ Reinildo |

### Coppa di Spagna
| Arbitro: | Cuadra Fernández |

|  |           |                  |
|  | Marcatori | 67’ C. Fernández |

| Arbitro: | López Mir |

|  |           |                 |
|  | Marcatori | 56’ André Silva |

| Arbitro: | Martínez Nicolás |

|  |           |                    |
|  | Marcatori | 49’ (aut.) Galilea |

| Arbitro: | Hernández Hernández |

|  |           |                                   |
|  | Marcatori | 57’ (rig.) Oyarzabal 90+8’ Merino |

| Arbitro: | Soto Grado |

|                   |           |                         |
| De La Torre 90+2’ | Marcatori | 2’ Oyarzabal 66’ Becker |

| Palma de Maiorca 6 febbraio 2024, ore 21:00 CET Semifinale - Andata | Maiorca    | 0 – 0 referto | Real Sociedad | Visit Mallorca Estadi (22 051 spett.)\| Arbitro: \| Muñiz Ruiz \| |
| Arbitro:                                                            | Muñiz Ruiz |               |               |                                                                   |

| Arbitro: | Gil Manzano |

|                                                  |                      |                                           |
| Oyarzabal 71’                                    | Marcatori            | 50’ González                              |
| Oyarzabal Turrientes Olasagasti Zubimendi Becker | Tiri di rigore 4 – 5 | Muriqi Morlanes Mascarell Radonjić Darder |

### UEFA Champions League

#### Fase a gironi
| Arbitro: | Oliver |

|           |           |              |
| Méndez 4’ | Marcatori | 87’ Martínez |

| Arbitro: | Frankowski |

|  |           |                         |
|  | Marcatori | 7’ Oyarzabal 27’ Méndez |

| Arbitro: | Turpin |

|  |           |            |
|  | Marcatori | 63’ Méndez |

| Arbitro: | Taylor |

|                                         |           |           |
| Merino 6’ Oyarzabal 11’ Barrenetxea 21’ | Marcatori | 49’ Silva |

| San Sebastián 29 novembre 2023, ore 21:00 CET 5ª giornata | Real Sociedad | 0 – 0 referto | Salisburgo | Reale Arena (34 419 spett.)\| Arbitro: \| Balakin \| |
| Arbitro:                                                  | Balakin       |               |            |                                                      |

| Milano 12 dicembre 2023, ore 21:00 CET 6ª giornata | Inter   | 0 – 0 referto | Real Sociedad | Stadio Giuseppe Meazza (69 010 spett.)\| Arbitro: \| Schärer \| |
| Arbitro:                                           | Schärer |               |               |                                                                 |

#### Fase a eliminazione diretta
| Arbitro: | Guida |

|                        |           |  |
| Mbappé 58’ Barcola 71’ | Marcatori |  |

| Arbitro: | Oliver |

|            |           |                 |
| Merino 89’ | Marcatori | 15’, 56’ Mbappé |

## Statistiche finali

### Statistiche di squadra
Statistiche aggiornate al 25 maggio   2024
| Competizione     | Punti | In casa | In casa | In casa | In casa | In casa | In casa | In trasferta | In trasferta | In trasferta | In trasferta | In trasferta | In trasferta | Totale | Totale | Totale | Totale | Totale | Totale | DR  |
| Competizione     | Punti | G       | V       | N       | P       | Gf      | Gs      | G            | V            | N            | P            | Gf           | Gs           | G      | V      | N      | P      | Gf     | Gs     | DR  |
| ---------------- | ----- | ------- | ------- | ------- | ------- | ------- | ------- | ------------ | ------------ | ------------ | ------------ | ------------ | ------------ | ------ | ------ | ------ | ------ | ------ | ------ | --- |
| Primera División | 60    | 19      | 6       | 6       | 5       | 26      | 20      | 19           | 8            | 6            | 5            | 25           | 19           | 38     | 16     | 12     | 10     | 51     | 39     | +12 |
| Coppa del Re     | -     | 1       | 0       | 1       | 0       | 1       | 1       | 6            | 5            | 1            | 0            | 7            | 1            | 7      | 5      | 2      | 0      | 8      | 2      | +6  |
| Champions League | 12    | 4       | 1       | 2       | 1       | 5       | 4       | 4            | 2            | 1            | 1            | 3            | 2            | 8      | 3      | 3      | 2      | 8      | 6      | +2  |
| Totale           | -     | 24      | 9       | 9       | 6       | 32      | 25      | 29           | 15           | 8            | 6            | 35           | 22           | 53     | 24     | 17     | 12     | 67     | 47     | +20 |

### Andamento in campionato
| Giornata  | 1 | 2  | 3  | 4 | 5  | 6 | 7 | 8 | 9 | 10 | 11 | 12 | 13 | 14 | 15 | 16 | 17 | 18 | 19 | 20 | 21 | 22 | 23 | 24 | 25 | 26 | 27 | 28 | 29 | 30 | 31 | 32 | 33 | 34 | 35 | 36 | 37 | 38 |
| --------- | - | -- | -- | - | -- | - | - | - | - | -- | -- | -- | -- | -- | -- | -- | -- | -- | -- | -- | -- | -- | -- | -- | -- | -- | -- | -- | -- | -- | -- | -- | -- | -- | -- | -- | -- | -- |
| Luogo     | C | C  | T  | C | T  | C | T | C | T | C  | T  | C  | T  | C  | T  | T  | C  | T  | C  | T  | T  | C  | T  | C  | T  | C  | T  | T  | C  | T  | C  | T  | C  | C  | T  | C  | T  | C  |
| Risultato | N | N  | N  | V | P  | V | V | V | P | V  | N  | P  | V  | V  | N  | V  | N  | N  | N  | P  | V  | N  | N  | P  | V  | P  | P  | V  | V  | V  | N  | N  | P  | V  | P  | V  | V  | P  |
| Posizione | 8 | 14 | 12 | 8 | 11 | 8 | 6 | 5 | 6 | 5  | 5  | 7  | 6  | 6  | 6  | 6  | 6  | 6  | 6  | 6  | 6  | 6  | 6  | 7  | 6  | 7  | 7  | 6  | 6  | 6  | 6  | 6  | 6  | 6  | 7  | 6  | 6  | 6  |

### Statistiche dei giocatori
Sono in corsivo i calciatori che hanno lasciato la società a stagione in corso.
| Giocatore         | Liga     | Liga | Liga        | Liga       | Coppa del Re | Coppa del Re | Coppa del Re | Coppa del Re | Champions League | Champions League | Champions League | Champions League | Totale   | Totale | Totale      | Totale     |
| Giocatore         | Presenze | Reti | Ammonizioni | Espulsioni | Presenze     | Reti         | Ammonizioni  | Espulsioni   | Presenze         | Reti             | Ammonizioni      | Espulsioni       | Presenze | Reti   | Ammonizioni | Espulsioni |
| ----------------- | -------- | ---- | ----------- | ---------- | ------------ | ------------ | ------------ | ------------ | ---------------- | ---------------- | ---------------- | ---------------- | -------- | ------ | ----------- | ---------- |
| J. Aramburu       | 11       | 0    | 3           | 0          | 3            | 0            | 0            | 0            | 1                | 0                | 0                | 0                | 15       | 0      | 3           | 0          |
| A. Barrenetxea    | 29       | 3    | 1           | 0          | 3            | 0            | 0            | 0            | 7                | 1                | 1                | 0                | 39       | 4      | 2           | 0          |
| S. Becker         | 15       | 2    | 1           | 0          | 2            | 1            | 0            | 0            | 1                | 0                | 0                | 0                | 18       | 3      | 1           | 0          |
| M. Cho            | 11       | 0    | 0           | 0          | 1            | 0            | 0            | 0            | 4                | 0                | 0                | 0                | 16       | 0      | 0           | 0          |
| A. Dadie Izagirre | 1        | 0    | 0           | 0          | 2            | 0            | 0            | 0            | 0                | 0                | 0                | 0                | 3        | 0      | 0           | 0          |
| C. Fernández      | 10       | 2    | 2           | 0          | 2            | 1            | 1            | 0            | 4                | 0                | 1                | 0                | 16       | 3      | 4           | 0          |
| A. Elustondo      | 15       | 0    | 2           | 0          | 5            | 0            | 0            | 0            | 5                | 0                | 3                | 0                | 25       | 0      | 5           | 0          |
| J. Galán          | 14       | 0    | 3           | 0          | 2            | 0            | 0            | 0            | 2                | 0                | 0                | 0                | 18       | 0      | 3           | 0          |
| U. González       | 5        | 0    | 1           | 0          | 3            | 0            | 0            | 0            | 0                | 0                | 0                | 0                | 8        | 0      | 1           | 0          |
| T. Kubo           | 30       | 7    | 1           | 0          | 3            | 0            | 0            | 0            | 8                | 0                | 2                | 0                | 41       | 7      | 3           | 0          |
| R. Le Normand     | 29       | 2    | 12          | 0          | 7            | 0            | 2            | 0            | 7                | 0                | 2                | 0                | 43       | 2      | 16          | 0          |
| J. Magunazelaia   | 5        | 0    | 0           | 0          | 5            | 0            | 2            | 0            | 1                | 0                | 0                | 0                | 11       | 0      | 2           | 0          |
| U. Marrero        | 2        | -3   | 0           | 0          | 3            | -0           | 1            | 0            | 0                | -0               | 0                | 0                | 5        | -3     | 1           | 0          |
| J. Martín         | 1        | 0    | 0           | 0          | 0            | 0            | 0            | 0            | 0                | 0                | 0                | 0                | 1        | 0      | 0           | 0          |
| B. Méndez         | 32       | 5    | 7           | 0          | 5            | 0            | 0            | 0            | 7                | 3                | 1                | 0                | 44       | 8      | 8           | 0          |
| M. Merino         | 32       | 5    | 9           | 0          | 6            | 1            | 2            | 0            | 7                | 2                | 1                | 0                | 45       | 8      | 12          | 0          |
| A. Muñoz          | 21       | 0    | 2           | 0          | 2            | 0            | 1            | 0            | 6                | 0                | 0                | 0                | 29       | 0      | 3           | 0          |
| A. Odriozola      | 9        | 0    | 0           | 0          | 3            | 0            | 0            | 0            | 3                | 0                | 0                | 0                | 15       | 0      | 0           | 0          |
| J.A. Olasagasti   | 14       | 0    | 4           | 0          | 3            | 0            | 0            | 0            | 1                | 0                | 0                | 0                | 18       | 0      | 4           | 0          |
| M. Oyarzabal      | 33       | 8    | 4           | 0          | 4            | 3            | 0            | 0            | 7                | 2                | 0                | 0                | 44       | 13     | 4           | 0          |
| J. Pacheco        | 23       | 1    | 8           | 0          | 3            | 0            | 2            | 0            | 5                | 0                | 0                | 0                | 31       | 1      | 10          | 0          |
| A. Remiro         | 37       | -32  | 2           | 1          | 4            | -2           | 0            | 0            | 8                | -6               | 0                | 0                | 49       | -40    | 2           | 1          |
| U. Sadiq          | 26       | 3    | 3           | 0          | 6            | 0            | 0            | 0            | 4                | 0                | 0                | 0                | 36       | 3      | 3           | 0          |
| A. Silva          | 19       | 3    | 1           | 0          | 5            | 1            | 1            | 0            | 2                | 0                | 0                | 0                | 26       | 4      | 2           | 0          |
| Á. Sola           | 2        | 0    | 0           | 0          | 0            | 0            | 0            | 0            | 0                | 0                | 0                | 0                | 2        | 0      | 0           | 0          |
| K. Tierney        | 20       | 0    | 1           | 0          | 4            | 0            | 0            | 0            | 2                | 0                | 0                | 0                | 26       | 0      | 1           | 0          |
| H. Traoré         | 31       | 0    | 6           | 0          | 2            | 0            | 0            | 0            | 7                | 0                | 2                | 0                | 40       | 0      | 8           | 0          |
| B. Turrientes     | 29       | 0    | 4           | 0          | 6            | 0            | 0            | 0            | 6                | 0                | 0                | 0                | 41       | 0      | 4           | 0          |
| A. Zacharjan      | 29       | 0    | 1           | 0          | 6            | 0            | 0            | 0            | 5                | 0                | 1                | 0                | 40       | 0      | 2           | 0          |
| I. Zubeldia       | 30       | 0    | 10          | 1          | 5            | 0            | 1            | 0            | 8                | 0                | 3                | 0                | 43       | 0      | 14          | 1          |
| M. Zubimendi      | 31       | 4    | 6           | 0          | 6            | 0            | 0            | 0            | 8                | 0                | 0                | 0                | 45       | 4      | 6           | 0          |